# Спортивный тейп

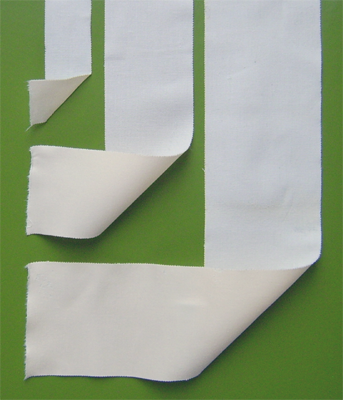
Белые тейпы стандартной ширины (2 см, 3,75 см и 5 см)

Спортивный тейп (часто просто тейп, от англ. tape «лента, тесьма») — клейкая лента из ткани, напоминающая лейкопластырь и используемая для фиксации или поддержки суставов. Повязка из тейпа представляет собой высокоэффективный, точный индивидуальный бандаж или фиксатор. 
Процедуру наложения тейпа называют тейпингом, или тейпированием. В спортивной медицине разработано множество техник тейпирования, предназначенных для поддержки различных суставов и связок опорно-двигательного аппарата.
Спортивный тейп предназначен прежде всего для создания фиксирующих и компрессионных повязок в профессиональном спорте. Не следует путать спортивное тейпирование с методом альтернативной медицины — кинезиотейпированием (направлен на активизацию лимфотока в локальной области).

## Виды
Производятся эластичные и неэластичные спортивные тейпы, которые, в свою очередь, могут быть адгезивными и когезивными:
- Неэластичные спортивные тейпы — собственно и есть классические спортивные тейпы («белые тейпы»). Как правило, производятся из 100 % натурального хлопка. Подавляющее большинство известных техник тейпирования используют такие тейпы как базовую (основную) составляющую создаваемой повязки.
- Эластичные спортивные тейпы — набирающий популярность в последнее время вид спортивных тейпов. Основное отличие от белых классических тейпов — эластичность (растягиваемость) в продольном направлении. Это свойство позволяет упростить процесс тейпирования и увеличить (при необходимости) степень компрессии (сжатия) тейпируемой области.
- Адгезивные или клейкие тейпы хорошо приклеиваются к любой поверхности. Особенно важно, чтобы тейп не отклеивался от собственной внешней поверхности при создании повязки. Это свойство тейпа сохраняет повязку целостной, выполняющей свои функции даже при интенсивных и продолжительных нагрузках.
- Когезивные спортивные тейпы обладают способностью приклеиваться только сами к себе. К любым другим поверхностям они не приклеиваются. Использование таких тейпов упрощает подготовку тейпируемой области к наложению тейпа. Вместе с тем, когезивные тейпы не отвечают всем необходимым критериям спортивных тейпов и чаще используются в быту и обычной медицине как материал для создания различных повязок.

## Базовые параметры
Процесс спортивного тейпирования (тейпинга) выполняется, как правило, короткими полосками тейпа. Это приводит к необходимости многократного разматывания, отрывания и приклеивания таких полосок под сложными углами, или сложными фигурами.
- Разматываемость — тейп должен разматываться плавно, без излишнего усилия, с одинаковой силой натяжения от начала до конца рулона. Затрудненное разматывание или разматывание рывками недопустимо.
- Приклеиваемость — спортивный тейп высокого качества должен быстро приклеиваться и не отклеиваться самопроизвольно во время физической активности. Повязка, созданная из профессионального спортивного тейпа, должна обладать свойствами монолитного изделия.
- Отрываемость — профессиональные спортивные тейпы легко и без усилия отрываются от рулона. Постоянное использование ножниц, или другого режущего инструмента приводит к серьезной потере времени и создает неудобства.
- Плотность — плотность ткани спортивного тейпа одна из важнейших и сложнейших характеристик. Именно эта характеристика в сочетании с толщиной и степенью закрученности нитей определяет пригодность тейпа для профессионального спортивного тейпинга и позволяет укладывать полоски тейпа в сложные фигуры (например при тейпировании голеностопа). На стопе одного из спортсменов виден тейп

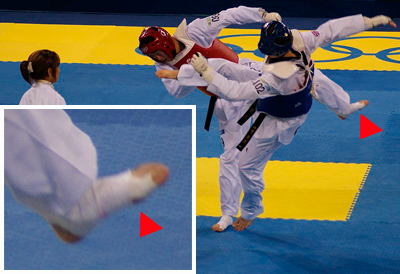
На стопе одного из спортсменов виден тейп

## Удаление тейпа и меры предосторожности
Удаление повязки, выполненной из спортивного тейпа удобно производить с помощью медицинских ножниц для удаления повязок или специальным тейпорезом. Для облегчения этой задачи производители спортивных тейпов выпускают специальные жидкости, растворяющие клей.
Для выполнения различных техник тейпирования необходимо знать основы анатомии и строения опорно-двигательного аппарата человека, а также пройти начальную подготовку по тейпированию.